# Hans Kæreste
Hans Kæreste er en dansk stumfilm fra 1918, der er instrueret af Hjalmar Davidsen efter manuskript af Vilhelm Hammer.

## Handling
Denne artikel mangler et handlingsreferat. Hjælp os med at skrive det.

## Medvirkende
- Ebba Thomsen - Grevinde Clara
- Carlo Wieth - Grev Paul, grevindens søn
- Gudrun Houlberg - Esther
- Tronier Funder - Franz Storm, kunstmaler
- Johannes Ring